# Sieghardt Rometsch
Sieghardt Rometsch (* 26. August 1938 in Leonberg/Warthegau) ist ein deutscher Bankier und Mäzen.

## Leben
Rometsch studierte Volkswirtschaft an den Universitäten Innsbruck, Kiel und München. 1968 promovierte er mit dem Thema „Monetäre Integration – das Problem einer Währungsunion im gemeinsamen Markt“ zum Dr. rer. oec. Von 1967 bis 1977 war er bei der Chase Manhattan Bank, zuletzt als General Manager und Area Director für Zentraleuropa, beschäftigt. Von 1977 bis 1983 war er Mitglied des Vorstandes der Landesgirokasse Stuttgart. Von 1983 bis 2004 war er persönlich haftender Gesellschafter des Bankhauses HSBC Trinkaus & Burkhardt AG in Düsseldorf, seit 1998 als deren Sprecher. Ab Juni 2004 bis Juni 2015 war er Aufsichtsratsvorsitzender des Hauses.
2004 gründete er aus eigenen Mitteln die Sieghardt Rometsch-Stiftung mit dem Zweck der Förderung musikalisch Hochbegabter. Mit Hilfe der Stiftung rief er 2006 den Internationalen Aeolus Bläserwettbewerb ins Leben, der seither jährlich an der Robert-Schumann-Hochschule in Düsseldorf stattfindet.

## Ehrungen
- 1992: Bundesverdienstkreuz
- 2011: Verdienstkreuz 1. Klasse der Bundesrepublik Deutschland[1]

## Veröffentlichungen
1. „Monetäre Integration – das Problem einer Währungsunion im gemeinsamen Markt.“ Erscheinen im Fritz Knapp Verlag Frankfurt/Main 1968
2. „Die Währungsunion – Traum oder Alptraum“, Zeitschrift für das gesamte Kreditwesen 46. Jg., 15. Juli 1993
3. „Gerechtigkeit ist eine leere Hülse“. Die Ordnung der Wirtschaft, FAZ 4. Januar 1992
4. „Strategische Herausforderungen im Firmenkundengeschäft der Banken.“ Fritz Knapp Verlag 1998
5. „Goldenes Dreieck im Privatkundengeschäft – Geld & Dienst & Leistung.“ Die Bank Nr. 1 1999
6. „Produktinnovation im Firmenkundengeschäft einer Privatbank.“ Handbuch des Bankenmarketing, Gabler 1998
7. Firmenkundengeschäft – Wertvernichter der Banken?" Die Bank Nr. 12 1999